# Kennedy Blades
Kennedy Alexis Blades (Chicago, 4 de septiembre de 2003) es una deportista estadounidense que compite en lucha libre. Participó en los Juegos Olímpicos de París 2024, obteniendo una medalla de plata en la categoría de 76 kg.

## Palmarés internacional
| Juegos Olímpicos | Juegos Olímpicos | Juegos Olímpicos | Juegos Olímpicos |
| Año              | Lugar            | Medalla          | Categoría        |
| ---------------- | ---------------- | ---------------- | ---------------- |
| 2024             | París (Francia)  | Medalla de plata | 76 kg            |